# Arroyuelo de las Flores (Río San José)
Der Arroyuelo de las Flores ist ein Fluss in Uruguay.
Er verläuft auf dem Gebiet des Departamentos San José. Er mündet als rechtsseitiger Zufluss in den Río San José unweit der Mündung des letztgenannten in den Río Santa Lucía.